# 1 000 kilomètres de Spa 1987
Navigation
Édition précédente Édition suivante
Les 1 000 kilomètres de Spa 1987 (officiellement appelé le  1000 km de Spa-Francorchamps Kouros ), disputées le 13 septembre 1987 sur le Circuit de Spa-Francorchamps, ont été la dix-neuvième édition de cette épreuve et la neuvième manche du Championnat du monde des voitures de sport 1987.

## La course

### Classement de la course
Voici le classement officiel au terme de la course,,,.
- Les premiers de chaque catégorie du championnat du monde sont signalés par un fond jaune.
- Pour la colonne Pneus, il faut passer le curseur au-dessus du modèle pour connaître le manufacturier de pneumatiques.
- Les voitures ne réussissant pas à parcourir 75% de la distance du gagnant sont non classées (NC).

| Pos  | Classe | no  | Écurie                      | Pilotes                                               | Châssis                            | Pneus | Tours | Temps |
| Pos  | Classe | no  | Écurie                      | Pilotes                                               | Moteur                             | Pneus | Tours | Temps |
| ---- | ------ | --- | --------------------------- | ----------------------------------------------------- | ---------------------------------- | ----- | ----- | ----- |
| 1    | C1     | 6   | Silk Cut Jaguar             | Martin Brundle Johnny Dumfries Raul Boesel            | Jaguar XJR-8                       | D     | 142   |       |
| 1    | C1     | 6   | Silk Cut Jaguar             | Martin Brundle Johnny Dumfries Raul Boesel            | Jaguar 7.0L V12 Atmo               | D     | 142   |       |
| 2    | C1     | 5   | Silk Cut Jaguar             | Jan Lammers John Watson                               | Jaguar XJR-8                       | D     | 141   |       |
| 2    | C1     | 5   | Silk Cut Jaguar             | Jan Lammers John Watson                               | Jaguar 7.0L V12 Atmo               | D     | 141   |       |
| 3    | C1     | 2   | Brun Motorsport             | Jochen Mass Oscar Larrauri                            | Porsche 962C                       | M     | 140   |       |
| 3    | C1     | 2   | Brun Motorsport             | Jochen Mass Oscar Larrauri                            | Porsche Type-935 3.0L Flat-6 Turbo | M     | 140   |       |
| 4    | C1     | 4   | Silk Cut Jaguar             | John Nielsen Eddie Cheever                            | Jaguar XJR-8                       | D     | 140   |       |
| 4    | C1     | 4   | Silk Cut Jaguar             | John Nielsen Eddie Cheever                            | Jaguar 7.0L V12 Atmo               | D     | 140   |       |
| 5    | C1     | 7   | Joest Racing                | Hans-Joachim Stuck Derek Bell Bob Wollek              | Porsche 962C                       | G     | 139   |       |
| 5    | C1     | 7   | Joest Racing                | Hans-Joachim Stuck Derek Bell Bob Wollek              | Porsche Type-935 3.0L Flat-6 Turbo | G     | 139   |       |
| 6    | C1     | 8   | Joest Racing                | Frank Jelinski "John Winter" Stanley Dickens          | Porsche 962C                       | G     | 138   |       |
| 6    | C1     | 8   | Joest Racing                | Frank Jelinski "John Winter" Stanley Dickens          | Porsche Type-935 2.8L Flat-6 Turbo | G     | 138   |       |
| 7    | C1     | 61  | Kouros Racing Team          | Mike Thackwell Jean-Louis Schlesser                   | Sauber C9                          | M     | 136   |       |
| 7    | C1     | 61  | Kouros Racing Team          | Mike Thackwell Jean-Louis Schlesser                   | Mercedes-Benz M117 5.0L V8 Turbo   | M     | 136   |       |
| 8    | C1     | 3   | Brun Motorsport             | Uwe Schäfer Jesús Pareja                              | Porsche 962C                       | M     | 136   |       |
| 8    | C1     | 3   | Brun Motorsport             | Uwe Schäfer Jesús Pareja                              | Porsche Type-935 2.8L Flat-6 Turbo | M     | 136   |       |
| 9    | C1     | 72  | Primagaz Competition        | Pierre Yver Jürgen Lässig Bernard de Dryver           | Porsche 962C                       | G     | 135   |       |
| 9    | C1     | 72  | Primagaz Competition        | Pierre Yver Jürgen Lässig Bernard de Dryver           | Porsche Type-935 2.8L Flat-6 Turbo | G     | 135   |       |
| 10   | C2     | 111 | Spice Engineering           | Gordon Spice Fermín Vélez                             | Spice SE86C                        | A     | 135   |       |
| 10   | C2     | 111 | Spice Engineering           | Gordon Spice Fermín Vélez                             | Ford Cosworth DFL 3.3L V8 Atmo     | A     | 135   |       |
| 11   | C1     | 1   | Brun Motorsport             | Walter Brun Massimo Sigala                            | Porsche 962C                       | M     | 134   |       |
| 11   | C1     | 1   | Brun Motorsport             | Walter Brun Massimo Sigala                            | Porsche Type-935 2.8L Flat-6 Turbo | M     | 134   |       |
| 12   | C2     | 101 | Swiftair Ecurie Ecosse      | Marc Duez Mike Wilds                                  | Ecosse C286                        | A     | 129   |       |
| 12   | C2     | 101 | Swiftair Ecurie Ecosse      | Marc Duez Mike Wilds                                  | Ford Cosworth DFL 3.3L V8 Atmo     | A     | 129   |       |
| 13   | C2     | 102 | Swiftair Ecurie Ecosse      | David Leslie Ray Mallock                              | Ecosse C286                        | A     | 128   |       |
| 13   | C2     | 102 | Swiftair Ecurie Ecosse      | David Leslie Ray Mallock                              | Ford Cosworth DFL 3.3L V8 Atmo     | A     | 128   |       |
| 14   | C2     | 117 | Team Lucky Strike Schanche  | Will Hoy Martin Schanche                              | Argo JM19B                         | A     | 127   |       |
| 14   | C2     | 117 | Team Lucky Strike Schanche  | Will Hoy Martin Schanche                              | Zakspeed 1.9L I4 Turbo             | A     | 127   |       |
| 15   | C2     | 118 | Olindo Iacobelli            | Gerard Cardinaud Jean-Louis Ricci Georges Tessier     | Spice SE86C                        | A     | 123   |       |
| 15   | C2     | 118 | Olindo Iacobelli            | Gerard Cardinaud Jean-Louis Ricci Georges Tessier     | Ford Cosworth DFL 3.3L V8 Atmo     | A     | 123   |       |
| 16   | C2     | 106 | Kelmar Racing               | Vito Veninata Pasquale Barberio                       | Tiga GC85 (en)                     | A     | 116   |       |
| 16   | C2     | 106 | Kelmar Racing               | Vito Veninata Pasquale Barberio                       | Ford Cosworth DFL 3.3L V8 Atmo     | A     | 116   |       |
| 17   | C2     | 188 | Ark Racing Ceekar           | Lawrie Hickman Max Payne Chris Ashmore                | Ceekar 83J                         | ?     | 115   |       |
| 17   | C2     | 188 | Ark Racing Ceekar           | Lawrie Hickman Max Payne Chris Ashmore                | Ford Cosworth DFL 3.3L V8 Atmo     | ?     | 115   |       |
| 18   | C2     | 177 | Automobiles Louis Descartes | Gérard Tremblay Dominique Lacaud Jacques Heuclin      | ALD 03                             | A     | 115   |       |
| 18   | C2     | 177 | Automobiles Louis Descartes | Gérard Tremblay Dominique Lacaud Jacques Heuclin      | BMW M88 3.5L I6 Atmo               | A     | 115   |       |
| 19   | C2     | 178 | Automobiles Louis Descartes | Gérard Tremblay Thierry Lecerf Bruno Sotty            | ALD 02                             | A     | 105   |       |
| 19   | C2     | 178 | Automobiles Louis Descartes | Gérard Tremblay Thierry Lecerf Bruno Sotty            | BMW M88 3.5L I6 Atmo               | A     | 105   |       |
| 20   | C2     | 127 | Chamberlain Engineering     | Nick Adams Ian Khan (en)                              | Spice SE86C                        | A     | 104   |       |
| 20   | C2     | 127 | Chamberlain Engineering     | Nick Adams Ian Khan (en)                              | Hart 418T 1.8L I4 Turbo            | A     | 104   |       |
| 21   | C2     | 123 | Charles Ivey Racing         | John Sheldon Philippe de Henning                      | Tiga GC287                         | A     | 99    |       |
| 21   | C2     | 123 | Charles Ivey Racing         | John Sheldon Philippe de Henning                      | Porsche Type-935 2.6L Flat-6 Turbo | A     | 99    |       |
| NC   | C1     | 20  | Tiga Team                   | Tim Lee-Davey Val Musetti (en)                        | Tiga GC87                          | D     | 89    |       |
| NC   | C1     | 20  | Tiga Team                   | Tim Lee-Davey Val Musetti (en)                        | Ford Cosworth DFL 3.3L V8 Atmo     | D     | 89    |       |
| Abd. | C1     | 15  | Britten - Lloyd Racing      | Mauro Baldi Jonathan Palmer                           | Porsche 962C GTi                   | G     | 103   |       |
| Abd. | C1     | 15  | Britten - Lloyd Racing      | Mauro Baldi Jonathan Palmer                           | Porsche Type-935 2.8L Flat-6 Turbo | G     | 103   |       |
| Abd. | C2     | 181 | Dune Motorsports            | Neil Crang Duncan Bain                                | Tiga GC287                         | A     | 80    |       |
| Abd. | C2     | 181 | Dune Motorsports            | Neil Crang Duncan Bain                                | Rover V64V 3.0L V6 Atmo            | A     | 80    |       |
| Abd. | C1     | 10  | Porsche Kremer Racing       | Volker Weidler Kris Nissen                            | Porsche 962C                       | Y     | 78    |       |
| Abd. | C1     | 10  | Porsche Kremer Racing       | Volker Weidler Kris Nissen                            | Porsche Type-935 2.8L Flat-6 Turbo | Y     | 78    |       |
| Abd. | C2     | 103 | John Bartlett Racing        | John Bartlett Tom Waring Giovanni Lavaggi             | Bardon DB1/2                       | ?     | 77    |       |
| Abd. | C2     | 103 | John Bartlett Racing        | John Bartlett Tom Waring Giovanni Lavaggi             | Ford Cosworth DFL 3.3L V8 Atmo     | ?     | 77    |       |
| Abd. | C2     | 171 | CEE Sport                   | Laurence Jacobsen Richard Jones (de) "Stingbrace"     | Tiga GC286                         | A     | 74    |       |
| Abd. | C2     | 171 | CEE Sport                   | Laurence Jacobsen Richard Jones (de) "Stingbrace"     | Ford Cosworth BDT-E 2.3L I4 Turbo  | A     | 74    |       |
| Abd. | C2     | 198 | Roy Baker Promotion         | David Andrews Mike Kimpton                            | Tiga GC286                         | A     | 54    |       |
| Abd. | C2     | 198 | Roy Baker Promotion         | David Andrews Mike Kimpton                            | Ford Cosworth DFL 3.3L V8 Atmo     | A     | 54    |       |
| Abd. | C2     | 114 | Team Tiga Ford Denmark      | Thorkild Thyrring Peter Elgaard                       | Tiga GC287                         | A     | 38    |       |
| Abd. | C2     | 114 | Team Tiga Ford Denmark      | Thorkild Thyrring Peter Elgaard                       | Ford Cosworth BDT-E 2.3L I4 Turbo  | A     | 38    |       |
| Abd. | C2     | 121 | Cosmic GP Motorsport        | Costas Los Dudley Wood                                | Tiga GC287                         | G     | 38    |       |
| Abd. | C2     | 121 | Cosmic GP Motorsport        | Costas Los Dudley Wood                                | Ford Cosworth DFL 3.3L V8 Atmo     | G     | 38    |       |
| Abd. | C2     | 140 | Gebhardt Motorsport         | Günther Gebhardt (de) Walter Lechner Ernst Franzmaier | Gebhardt JC873                     | A     | 19    |       |
| Abd. | C2     | 140 | Gebhardt Motorsport         | Günther Gebhardt (de) Walter Lechner Ernst Franzmaier | Audi 2.1L I5 Turbo                 | A     | 19    |       |
| Abd. | C2     | 200 | Manfred Dahm Racing Team    | Patrick de Radiguès Kenneth Leim                      | Argo JM19                          | G     | 4     |       |
| Abd. | C2     | 200 | Manfred Dahm Racing Team    | Patrick de Radiguès Kenneth Leim                      | Porsche Type-930 3.2L Flat-6 Turbo | G     | 4     |       |

## Pole position et record du tour
- Pole position :  Mike Thackwell (#61 Kouros Mercedes) en 2 min 04 s 040
- Meilleur tour en course :  Mike Thackwell (#61 Kouros Mercedes) en 2 min 09 s 300

## À noter
- Longueur du circuit : 6,949 km
- Distance parcourue par les vainqueurs : 986,758 km